# Huldreskorvene
Die Huldreskorvene sind eine Gruppe von Berggipfeln und Felsvorsprüngen im ostantarktischen Königin-Maud-Land. Im Mühlig-Hofmann-Gebirge ragen sie unmittelbar nördlich des Bergsattels Skorvehalsen und westlich des Bergs Tussenobba auf.
Norwegische Kartographen, die sie auch benannten, kartierten sie anhand von Vermessungen und Luftaufnahmen der Dritten Norwegischen Antarktisexpedition (1956–1960).